# E121号線
E121号線(E121ごうせん、英: European route E121) はロシアのサマーラから、アゼルバイジャンのセルダルを結ぶ、欧州自動車道路のBクラス幹線道路。

## 経路
- ロシア
  - サマーラ
- カザフスタン
  - E38号線 - オラル
  - アティラウ
  - ベイノイ
  - Shetpe
  - Zhetybai
  - Fetisovo
- アゼルバイジャン
  - ベクダシ
  - トルクメンバシ
  - セルダル（Serdar、Gyzylarbat）